# Castineta
Castineta (en cors Castineta) és un municipi francès, situat a la regió de Còrsega, al departament d'Alta Còrsega. L'any 1999 tenia 53 habitants. Es troba a la comarca de la Castagniccia.

## Demografia
| 1962 | 1968 | 1975 | 1982 | 1990 | 1999 |
| ---- | ---- | ---- | ---- | ---- | ---- |
| 74   | 63   | 45   | 37   | 31   | 53   |

## Administració
| Període | Identitat            | Partit | Qualitat |  |
| ------- | -------------------- | ------ | -------- |  |
| 1976-   | Jean Marc Gianmarchi |        |          |  |